# Nadar Ensemble
Nadar Ensemble (Sint-Niklaas) is een Belgisch ensemble voor hedendaagse muziek en werkt met componisten die gebruik maken van elektronische en audiovisuele toepassingen. Ze waren achtereenvolgens artist in residence van De Bijloke in Gent, Concertgebouw Brugge en De Singel in Antwerpen.

## Biografie
Nadar Ensemble werd in 2006 opgericht door enkele jonge muzikanten, met als doel om hedendaagse muziek te brengen. Die naam verwijst naar de Franse schrijver, fotograaf, journalist en ballonvaarder Gaspard-Félix Tournachon (1820 tot 1910), die het pseudoniem Nadar gebruikte. Cellist Pieter Matthynssens en componist Stefan Prins zijn beiden artistiek leider van het Ensemble, dat focust op werk van jonge nationale en internationale componisten.
Op het Ars Musica festival in Bozar in Brussel brachten ze in 2008 en 2009 werk van Beat Furrer, Daan Janssens, José María Sánchez-Verdú, Simon Steen-Andersen, Serge Verstockt en Prins. Op De Nieuwe Reeks brachten ze in 2008 een portret van Olga Neuwirth. Ze speelden op vele verschillende locaties, voornamelijk binnen Europa.
In 2009 stonden ze in de Handelsbeurs in Gent, met Rerendered van de Deense componist Simon Steen-Andersen.
Sinds 2010 organiseren ze in Sint-Niklaas de Nadar Summer Academy voor jonge muzikanten, samen met MATRIX [New Music Centre].
In 2011 maakten ze hun debuut in deSingel in Antwerpen, met een programma van Simon Steen-Andersen en Johannes Kreidler. Kunstencampus deSingel was ook co-producent van Doppelgänger Deluxe uit 2015. In deze voorstelling waren muziek en beeldprojectie evenwaardige elementen. Het ensemble bewerkte bijvoorbeeld de stille film L'Homme Orchestre van regisseur Georges Méliès, waarin een orkest wordt opgebouwd uit dubbelgangers van Méliès zelf. In Generation Kill van Stefan Prins werden vier muzikanten geconfronteerd met digitale versies van zichzelf, die door game controllers werden bestuurd.
Over hun passage op de Internationale Ferienkurse für Neue Musik Darmstadt in 2012 schreef een recensent: "De specifieke positie van het Nadar Ensemble in het huidige ‘klassieke’ muzieklandschap ligt in de vanzelfsprekende, spontane en toch doordachte manier waarop het ensemble en de componisten waarmee ze samenwerken technologie en nieuwe speeltechnieken incorporeren in hun muziek. Niet enkel ‘experimenteren’ of ‘onderzoeken’, wat al te vaak codewoorden zijn voor vrijblijvende gimmicks, maar een open geest gecombineerd met een ver doorgedreven professionaliteit. Of het instrument nu een ballon, gamecontroller, cello of samplemachine is, enkel een muzikant die er op een waarachtige manier mee omspringt kan muziek maken die de moeite waard is om te beluisteren. Al de rest is lawaai."
Ze werkten aan projecten met componisten Johannes Kreidler, Martin Schüttler, Malin Bang, Vladimir Gorlinsky, Alexander Khubeev, Sergey Khismatov, Matthias Kranebitter, Dmitri Kourliandski, Michael Maierhof, Maximilian Marcoll, Alex Nadzharov, Yoav Pasovsky, Marina Poleukhina, Klaus Schedl, Hannes Seidl, Daniel Kötter, Jennifer Walshe en Alexander Schubert. Tijdens uitvoeringen van Point Ones rustte Schubert de dirigent uit met bewegingssensoren aan zijn polsen, waarmee deze live elektronica kon bedienen en bewerken. Minimale verschillen in zijn bewegingen leidden tot andere resultaten. Voor Piano Hero van Stefan Prins speelde de pianist samen met en tégen een virtuele versie van zichzelf, door vooraf opgenomen beeld- en geluidssamples van zichzelf te sturen met behulp van een keyboard.
In 2012 werkte Nadar Ensemble mee aan de cd Fremdkörper van Stefan Prins (verschenen bij Sub Rosa Records), met verder oa. Champ D'Action en Klangforum Wien. Ook op diens Augmented cd (Kairos Records - 2019) is het ensemble van de partij. In 2016 brachten ze in eigen beheer de vinyl lp 10th Year Anniversary uit.
Van 2014 tot 2016 werkten ze vast samen met De Bijloke in Gent.
In 2016 stonden ze op het Holland Festival Amsterdam, met Kloing! van Olga Neuwirth, aangevuld met werk van Stefan Prins en Michael Beil.
Choreograaf Daniel Linehan en componist Stefan Prins maakten samen Third Space, een muziek- en dansvoorstelling omtrent de paradoxen betreffende het concept privacy in een wereld van toenemende surveillance en ‘oversharing’ van informatie op de sociale media. Zeven dansers, tien muzikanten van het Nadar Ensemble en dirigent Bas Wiegers creëerden een metaforische "derde ruimte", een tussenruimte die volledig reëel noch virtueel is. In 2018 werd deze voorstelling vertoond in de Gasteig/Carl Orff Saal in München en Grand Théâtre in Luxemburg en in 2019 in deSingel.
Nadar Ensemble werkte verschillende keren samen met Duits componist Michael Beil en speelde meer dan 30 voorstellingen met hem. In 2015 brachten ze zijn compositie Bluff. In 2017 hernamen ze dat werk in De Singel in Antwerpen, voor hun productie WYSI(N)WYG. Voor Hide to Show creëerden ze een hoogtechnologische trip waarin muziek, live video en scenografie in elkaar overlopen. Deze voorstelling wordt in 2021 vertoond in het Concertgebouw Brugge en in De Singel.
Nadar was ensemble-in-residence van Concertgebouw Brugge van 2017 tot 2021. In 2018 speelden ze in dat kader concerten in zeven Brugse huiskamers voor het Homejacking-project van het Klarafestival.
In 2021 werden ze huisartiest van De Singel. Op het muziek-, dans- en theaterfestival Cour Jardin: music@TENTive, in een tentendorp in de tuin van De Singel, brachten ze verschillende miniconcerten. Cellist Pieter Matthynssens bracht Trains van Joanna Bailie. Gitarist Nico Couck speelde werk van Simon Steen-Andersen. Keyboardspeelster Elisa Medinilla bracht Piano Hero van Stefan Prins.

## Onderscheidingen
- 2015 - Cultuurprijs van de KU Leuven.[28][29]

## Bezetting
Sinds 2023:
- Marieke Berendsen: viool, scenografie
- Nico Couck: (e-)gitaar
- Katrien Gaelens: fluit
- Yves Goemaere: percussie
- Wannes Gonnissen: elektronica, klankregie
- Robin Goossens: zakelijke leiding
- Pieter Matthynssens: cello, artistieke leiding
- Elisa Medinilla: piano, keyboards
- Thomas R. Moore: trombone
- Stefan Prins: componist in residence, artistieke leiding
- Bertel Schollaert: saxofoon
- Dries Tack: klarinet
- Veerle Vervoort: productieleiding